# ヴァスコ・ダ・ガマ

ヴァスコ・ダ・ガマのサイン。「Ho Comde Almirante（提督にして伯爵）」とある

ヴァスコ・ダ・ガマ（Vasco da Gama [ˈvaʃku ðɐ ˈɣɐmɐ], 1460年頃 - 1524年12月24日/25日）は、ポルトガル王国の探検家である。熟達した航海術と外交手腕を買われヨーロッパからアフリカ南岸を経てインドへ航海した記録に残る最初のヨーロッパ人であり、しばしばインドへの航路をヨーロッパ人として初めて「発見」した人物であるとされる。このインド航路の開拓によって、ポルトガル海上帝国の基礎が築かれた。バスコ・ダ・ガマ（バスコ＝ダ＝ガマ）とも。

## 資料
ヴァスコ・ダ・ガマについて書かれた史料について現存するものは非常に少ない。これには、1755年に発生したリスボン地震が関係しているとされる。このときの地震と津波でリスボン市街は壊滅的な被害を受け、王立図書館に保管された記録の多くが失われ、その中で彼についての物も滅失したと考えられている。
資料的価値を持つものは、ジョアン・デ・バロスの『Decada da Asia de João de Barros feitos que os Portugueses fizeram na conquista e descobrimento das terras e mares do Oriente（東洋の陸と海の発見と征服においてポルトガル人の行った行為に関するジョアン・デ・バロスのアジアについての10巻の書。以下『バロス』）」であり、1部10巻構成で4部発行された。バロスは16世紀にリスボンのインド館に勤務した際に、そこにあった文書から著したもので、1552年から発行され始めた。次にフェルナン・ロペス・デ・カスタニェーダ（1500-1559年）がインド旅行と帰国後の史料調査から著した『História do descobrimento & conquista da Índia pelos Portugueses（ポルトガル人によるインディアの発見と征服の歴史。以下『カスタニョーダ』）』がある。これらは『航海記』を参照した可能性があり、一致する部分が多く見られるが、異なる箇所も多い。ガスパル・コレイア（1495頃-1565頃）は赴任期間が終了してもインドに滞在し、『Lendas da Inldia（インディア記。以下『コレア』）』を著した。内容はヴァスコ・ダ・ガマ第一回航海に付随した修道士の日記や、当事者からの聞き取りなどが反映していると思われ、個別のエピソードに富むが、全体では不正確な記述が散見される。
第2回航海の史料では『コレア』の他に、帰国後に広く出版された著者不明の『カルクーン』がある。また別に『ヴァスコ・ダ・ガマの第二回インド航海』という作者不詳の記録もある。その他にも書記トメ・ロベスの記録『東インドへの航海』が、原典こそ失われたものの、イタリア語訳版が後世に伝わった。

## 前半生と家族

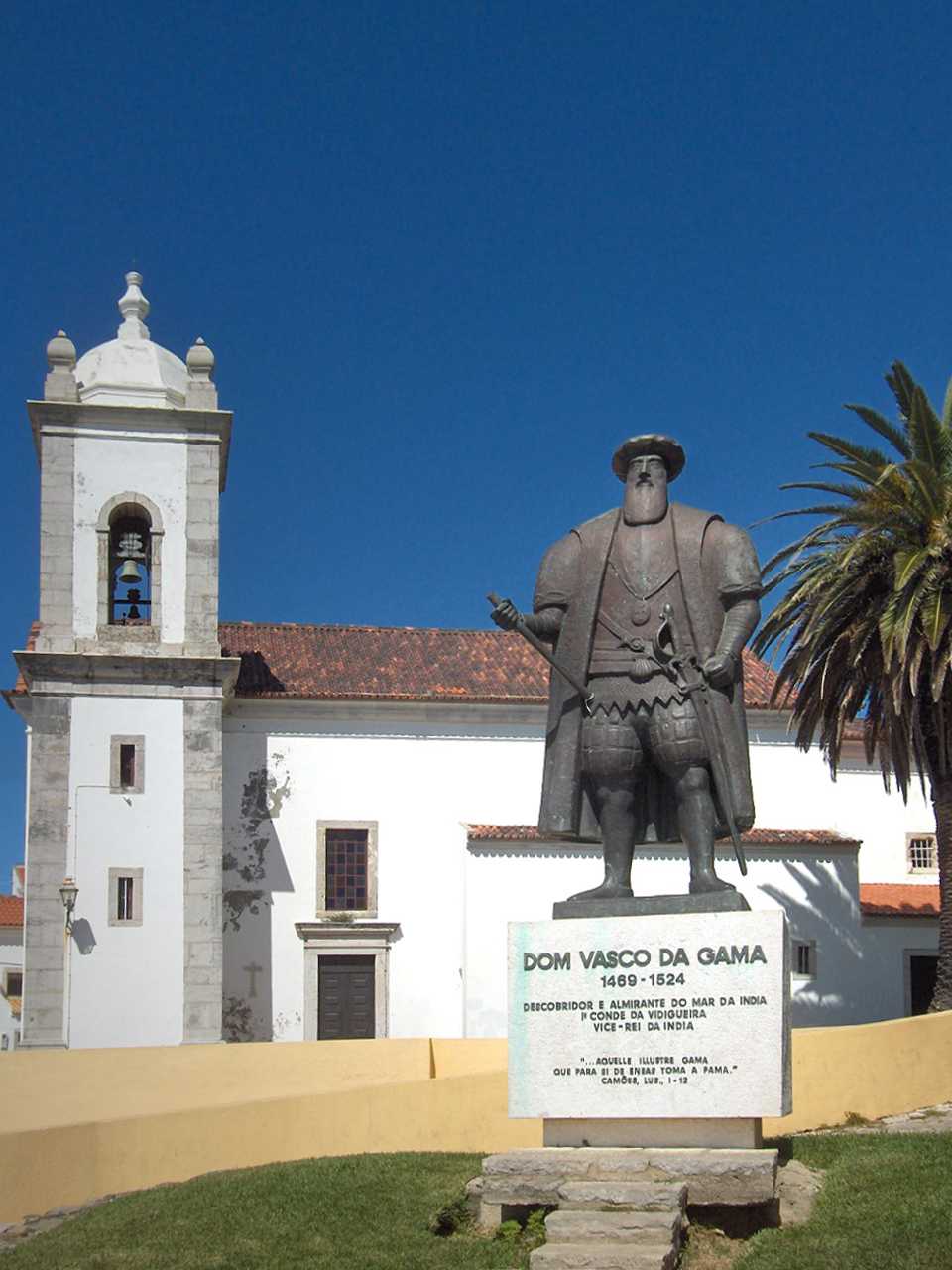
生誕地シーネスにあるヴァスコ・ダ・ガマ像

ヴァスコ・ダ・ガマは1460年頃（1469年とも）にポルトガル、アレンテージョ地方のシーネスで誕生したと考えられる。父エステヴァン・ダ・ガマはフェルナンドお抱えの騎士階級の人物で後にシーネス町長に就いた。母はイサベル・ソドレはイギリス起源の名家の出であった。兄にパウロとジョアン、弟にペドロとアイレス、姉妹テリジャがいた。
ヴァスコがどのような教育を受けたかはっきりしないが、港町シーネスで生まれ育ったことから航海に対する知識や経験は身に付けたと思われる。また、若いときから宮廷に出仕したため、そこでさまざまな教育を受ける機会を持ったと考えられる。

## 第1回航海

### 背景
当時、西ヨーロッパ諸国は共通して王室の財政難を抱えていた。アフリカ進出やマデイラ諸島のサトウキビやワイン生産などで比較的余裕があるポルトガルもカスティーリャ王国との対立、和解後のセウタ攻略などの出費は免れず、この建て直しに迫られており、黄金や香料が豊富なインディアスとの直接貿易が志向された。また、東方のキリスト教国と言われたプレステ・ジョアンの国と連携する構想が現実味を帯びた。ジョアン2世が派遣した使節は陸路でエチオピアとの接触を果たし、海路においてもバルトロメウ・ディアスを派遣し、1488年にはアフリカ大陸南端の喜望峰到達を達成していた。
しかし1492年、スペインの支援を受けたクリストファー・コロンブスが西回り航路でインディアス（実際はアメリカ大陸）に到達したことと、その成果を受けて発布された教皇アレクサンデル6世の教皇子午線はポルトガルにショックを与えた。事実上ポルトガルの活動はアフリカ沿岸に絞られた。1495年に亡くなったジョアン2世を継いだマヌエル1世はインド航路発見に積極的であり、計画が実行に移されることになった。
この艦隊派遣では、航路の発見に並びプレスター・ジョンの国およびインドとの親交と貿易の端緒をつくることが目的とされ、国王の親書が用意された。このように、ヴァスコ・ダ・ガマの航海とは事前に計画が立案されたもので、コロンブスのように自ら未知の海域に踏み出したものとは根本的に異なる。

### 出発

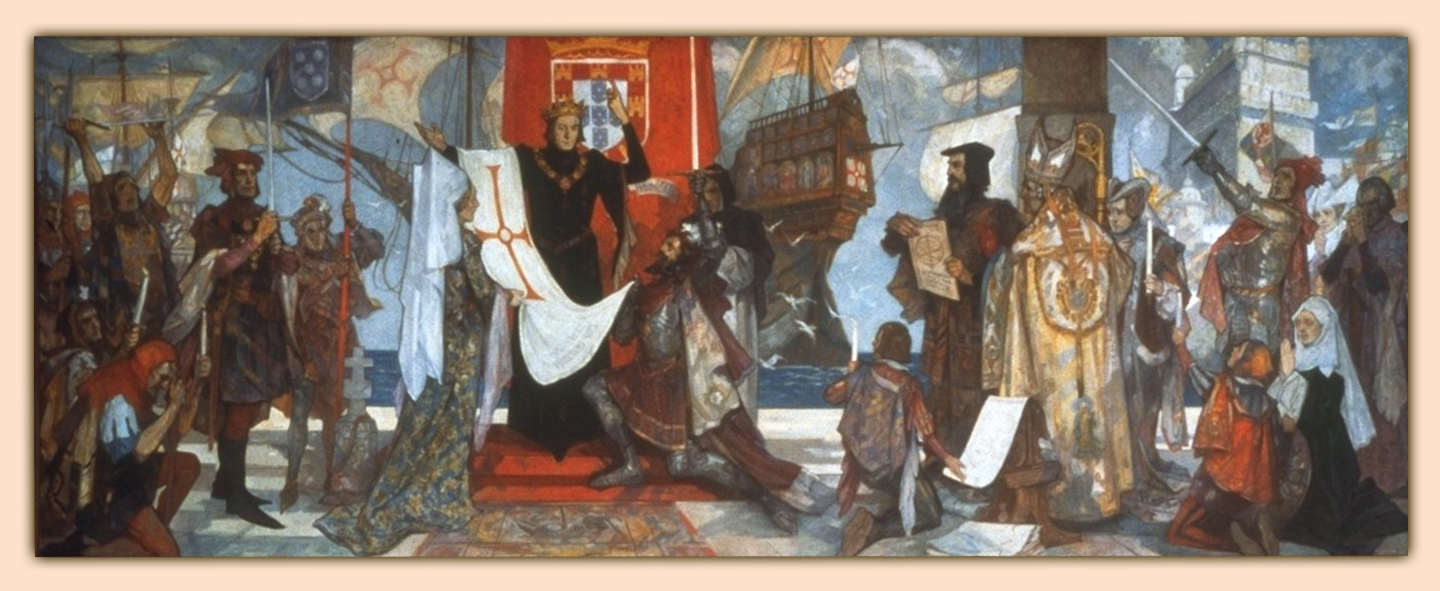
ヴァスコ・ダ・ガマのリスボン出航

ヴァスコ・ダ・ガマが司令官に任命された経緯は不明瞭である。『バロス』によると、任命されていた父エステヴァンが死去したため後継したという。『カスタニョーダ』によれば最初の後継者に一度は兄パウロが指名されたが病気を理由に辞退したという。しかし『コレア』では、多くの立候補者をマヌエル1世が重臣らと広間で選考を行っている時にたまたまヴァスコが通りかかり、その場で彼が任命されたという。しかし当時、バルトロメウ・ディアスは健在で、後述の通りヴァスコの航海途中まで船を率いて同行している。これも不可解な点である。
航海にあたり、2隻のナヴィオ船が新造され、その工事には当時武器庫長官のバルトロメウ・ディアスが当たった。彼は自身の航海経験からナヴィオ船とキャラック船（ナオ）各1隻を購入し、計4隻の艦隊とした。4隻は以下の通りである。
- サン・ガブリエル, São Gabriel：旗艦。ヴァスコ・ダ・ガマ 指揮。ナヴィオ船、100 - 120トン。水先案内はペロ・デ・アレンケール。
- サン・ラファエル, São Rafael：パウロ・ダ・ガマ 指揮。サン・ガブリエルとほぼ同型。水先案内はジョアン・デ・コインブラ。
- ベリオ, Berrio：ニコラウ・コエリョ 指揮。水先案内はペロ・エスコラール、書記はアルヴァロ・デ・ブラガ。
- 貨物船（船名不明）：ゴンザーロ・ヌーネス（ヴァスコらのいとこ） 指揮。キャラック船。食料分配用の船で、積荷が空になると解体され、乗組員は他の船に移乗することになっていた。

この他に、マヌエル1世の命を受け、新造船の状態を確認するためバルトロメウ・ディアスがヴェルデ岬まで随行するナヴィオ船が用意された。
1497年7月8日土曜日、大勢の観衆が見守る中、聖母修道院の修道士が執り行うミサの後、リスボンから出発した。資料によってまちまちだが『バロス』によると総勢約170名の乗組員の中には、黒人の給使や水先案内人、特赦の代償に危険な任務を負う10数名の元死刑囚もいた。

### アフリカ沿岸航行
バルトロメウの随行艦を含めた5隻は、貿易風を使うには季節外れの時期に西アフリカを南下した。途中濃霧のためにはぐれた艦もあったが、事前の申し合わせ通りそれぞれヴェルデ岬を目指し、7月26日には再び集結できた。随行艦はここまでで4隻となった艦隊はシエラレオネ付近から沿岸を離れ大西洋を大きく回りこむ海路を取って再びアフリカのセント・ヘレナ湾に辿りついた。ここまで約3ヶ月を要し、一行は11月9日に久しぶりに上陸した。ここから再び沿岸を航行し、途中現地住民との接触も持ちながら22日に喜望峰を通過した。25日にはサン・ブラス湾に寄港し、予定通り貨物船を解体して荷物を積み替え、艦隊は3隻となった。12月17日にはバルトロメウが到達した最遠地であるインファンテ川（グレート・フィッシュ川）に到達し、20日には追い風を受けてそこを出発した。こうしてヴァスコ一行はポルトガル人未踏の海域に入った。

第1回航路（喜望峰を越えた以後の往路）

北上へ転回した頃から壊血病を発症して命を落とす船員が出始めていた。また、そろそろ地理的にイスラムの影響が及ぶスワヒリ文明の土地に入ることもあり、ヴァスコは警戒を強めていた。もともと1492年にグラナダを征服し、イスラム教徒の王を海の向こうに追い払ったばかりのイベリア半島からやってきたポルトガル人たちはアラビア語を話すムスリム（当時のヨーロッパ諸語の文献でしばしばムーア人と呼称される）に対し妄想に近い強い警戒感を持っていたのである。1498年3月2日にその最南端に当るモザンビークで接触したスワヒリ族の中にアラビア語をしゃべるイスラム教徒がおり、これは領主（シェク）の使者であった。
モザンビークにやってきた一行は、この町の住民の多くがアラビア語を話すムスリムであることに気がつき警戒を強めた。日曜の礼拝を行っている姿を住民に見られ、自分たちがキリスト教徒であることを見破られるのを防ぐため、船も沖に泊めた。案内人と水と食料を確保するための交渉は思うように進まず、とうとうヴァスコは武力の行使により水を奪うことを決意した。そして水場を守るモザンビークの人々にいきなり砲撃を浴びせ、抵抗を突破、地元の人二人を殺し、何人かを捕らえ人質にした。また、地元の船二隻とその積み荷も奪った。翌日、意気揚々と再び水場を訪れたポルトガル人は無抵抗で水を手に入れると、そのまま市街に入ってその中心で銃を何発か放った。ヴァスコの船隊に加わっていた一人の人物の記録によると、「ムーア人は家の中にとどまり、誰一人浜まで出てこようとしなかった」という。暴力的に必要な物資を調えた船隊は、その翌々日に風を得て北へと去った。この水域の慣行を無視し、港の使用料を払わないままだった。
その後、モンバサで柑橘類を手に入れたが、モザンビークで捕らえていた捕虜が逃げ出したため、ヴァスコ一行は陸地との連絡をあきらめ、逆にイスラム教徒の船を拿捕した。向かったマリンディで捕虜を解放したが、ヴァスコは当地の国王から受けた再三の招待を断り上陸しなかった。いずれの港でも指揮官のヴァスコや各船の船長は、決して船からおりて陸には上がらず、乗組員も港町側と人質を交換した後でなければ、容易に陸地には降り立たなかった。これらは他地域からの商船がしばしば訪れる東アフリカ海岸諸都市の慣習にはおよそそぐわない不自然で不可思議な行為だった。ここで一行はインド人との接触に成功する。その席で彼らが聖母マリアや十二信徒らの絵に伏したため、ヴァスコらはインド人がキリスト教を崇拝していると信じきった。その後国王へ要請していたキリスト教徒の水先案内人を得たが、実態はヒンドゥー教徒のインド人だった。

### インド到達

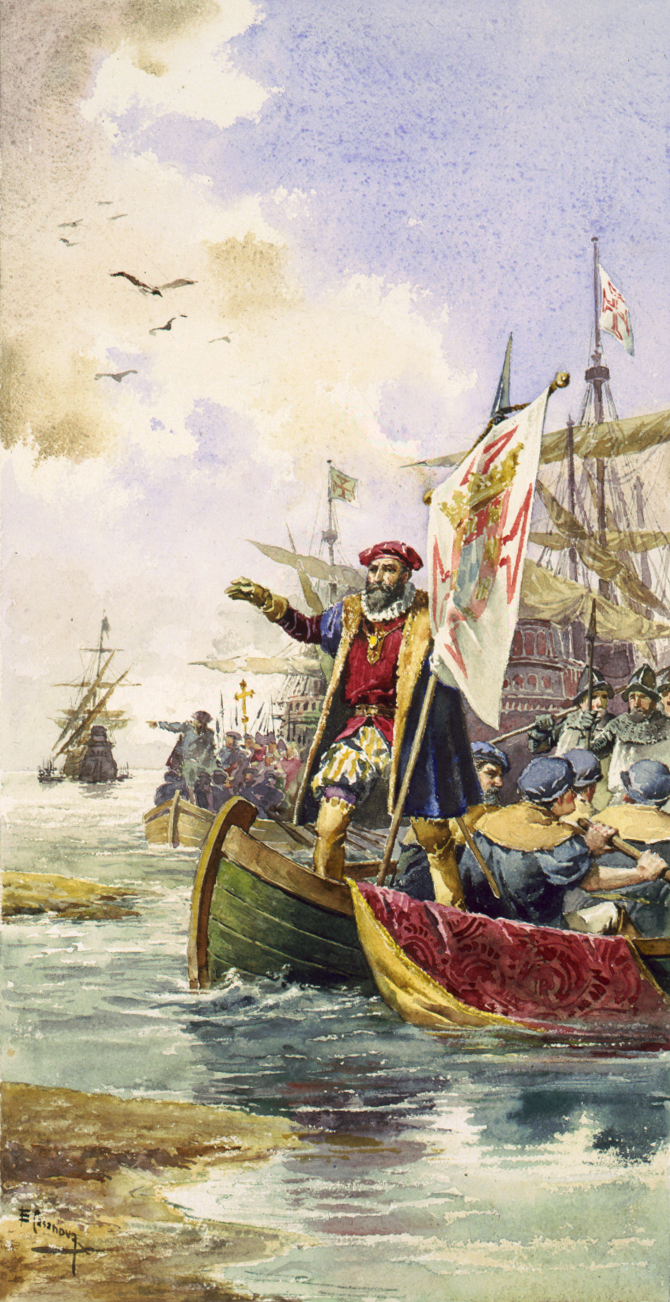
カレクト（コーリコード）上陸の絵

航路情報を得た艦隊は、マリンディからインド洋を渡り、直接インドへ向かった。そして5月17日にデリ山を遠望し、目的地が近いと知った。彼らは沿岸のカレクト王国を目指し、その都カレクト（カリカット、現在のコーリコード）近郊に到着した。5月20日に碇を下ろすと、5月21日、沖合いに停泊する艦隊に近づいて誰何してきた小舟の人々を通じ、ヴァスコはカレクト王国へ使者を派遣した。この使者は危険な見知らぬ地で最初に陸に上がらせるためにポルトガルから船に乗せてきた囚人たちの一人だった。翌日にはカレクト沖に移動したヴァスコだったが、水先案内人がより安全という近郊のパンダラニへ移り、22日に届いた国王の招待に応じる決断を下した。
5月28日、ヴァスコは13人の部下を連れて上陸した。『航海史』では、出迎えとともに宮殿に向かう一行は途中立ち寄ったヒンズーの寺院を「教会」と記している。王宮に到着したヴァスコは来訪の目的を廷臣に伝えるように要求されたにもかかわらず、自らはポルトガル王の大使であるから王に直接話すと主張して聞かなかった。翌日宮殿で謁見したヴァスコはカレクト国王に親書を渡し、目的のひとつを達成した。しかし用意した贈り物を見た王の役人やイスラム教徒の商人は笑い出した。贈り物は布地、一ダースの外套、帽子6個、珊瑚、水盤6個、砂糖1樽、バターと蜂蜜2樽に過ぎなかった。「これは王への贈り物ではない。この街にやってくる一番みすぼらしい商人でももう少しましなものを用意している」と言われ、ヴァスコは「私は商人ではなくて大使なのだ。これはポルトガル王からではなく、私の贈り物なのだ。王が贈り物をするならもっと豪華なものになるはずだ」と苦しい言い訳をした。30日になった2度目の謁見でイスラム教徒への不信を国王に述べながらも、積み荷の交易許可を得た。このとき王に「そんなに豊かな王国からやってきたならなぜ何も持ってこなかったのか」と聞かれている。カレクト王国の収入は港にやってくる商人の売却益にかける関税であり、商売に励んでもらう期待があったのだから王の問いかけは当然のことであった。
ところがパンダラニに戻ると当地のワリ（知事）はヴァスコらを軟禁状態に置き、沖の艦隊へ戻そうとしなかった。6月2日になってヴァスコはワリと直接話す機会を得た。そこでワリは、当地の習慣に無く艦隊を沖に留め船員を残す一行に不信感を持っていると述べたので、ヴァスコはただちに従って積み荷を下ろす指示を出した。このやり取りをヴァスコはイスラム系商人らの妨害活動と感じ取ったが、実際のところ王国側は艦隊を沖に留めるヴァスコが、定められた港湾使用料を支払わずに出港することを懸念していた。ポルトガル船隊はカレクトにとどまる間、各船から乗員が一人ずつ上陸して街を見物し、ポルトガルの織物、錫、鎖などを現地の胡椒、クローブ、シナモン、宝石などと交換したが、ポルトガル人たちは、自分たちの品物が安くしか売れないことと、現地の商品が安いことの両方に驚いた。8月になりヴァスコが使者を立て、帰国の報告と商務官ら人員を残したいと国王へ申し入れたところ、使者が監禁された上に出航を禁止する命令が下った。インドからアフリカへ向かうには季節風に乗る12月-翌2月が適し、時期はずれの出航申し入れは国王やイスラム商人の中に、やはりヴァスコ一行は商人ではないのではないかという疑念を湧き上がらせていた。
これに対しヴァスコはイスラム系商人に対する過剰な猜疑心から強行な手段に出た。8月19日に高い身分の者を含む住民19人を捕らえ、監禁された使者との交換を要求した。23日には艦隊を一度出航させたが、風の具合が悪く沖合いにとどまっていると26日に現れたカレクトの使者に対し、砲撃までちらつかせて人質交換と残した積み荷の返還を要求した。国王はポルトガル人の解放と交易を認める書簡を認め、27日に艦隊へ戻した。これを受けヴァスコは人質のうち6人を解放した。しかし28日に届いた荷物を見て、ヴァスコは不足していると受け取りと残りの人質解放を拒否した。これは、元々ヴァスコはインド人をポルトガルまで連れてゆくつもりであり、荷物の不足は詭弁でしかなかった。29日に艦隊は出発したが、約70隻の武装した小船が人質奪回に追跡してきた。ヴァスコは砲撃を加えた上、これを振り切った。

### 帰路
出発こそしたが、貿易風は都合よく吹いてくれなかった。艦隊はインド西海岸を北上し、到着したカナノール王国と良好な接触を持った。そこから沖合いに進み9月15日にはピジョン諸島、20日にはアンジェディヴァ諸島に到着した。ここでヴァスコらは遭遇した8隻の船隊を攻撃し、座礁させるなど退けた。この船隊はカレクトからヴァスコらを追跡して来たものと判明した。他にもインド中部のバフマーン王国が派遣した偵察隊とも接触し、指揮官を捕えてポルトガルまで連行した。一行が諸島を出発したのは10月5日だったが、貿易風の季節ではなかったため往路26日のところを復路は89日もかかった。すでに出発から約30名が死亡していた一行は、この行程中に壊血病などでさらに30名を亡くした。艦隊は1499年1月2日にアフリカ東海岸にたどり着くと南下し、海賊を退けながら9日にマリンディに到着した。
一行は数日の休息を取り11日に出発したが、乗組員の減少から3隻の維持が難しくなり、近郊の海岸でサン・ラファエル号を諦めて焼却処分し、以後艦隊は2隻編成となった。27日に出発し2月1日にはモザンビーク、3月20日には喜望峰を越え、4月25日にギニアの海岸に至った。ここで2隻は別行動を取り、報告のためにニコラウ・コエリョのベリオが先にポルトガルへ向かった。同船は7月10日にリスボンへ帰着した。
サン・ガブリエル号はヴェルデ岬諸島のサンティアゴ島に到着した。ここでヴァスコは艦の指揮権を書記のジョアン・デ・サに任せ、帰国するよう指示した。これは、兄パウロが重態に陥っていたためであり、ヴァスコは雇ったキャラベル船で兄を伴いカナリア諸島へ向かった。しかしパウロは当地で亡くなり葬られた。ヴァスコがカナリア諸島を出発したのは8月29日。しかし9月のいつリスボンに到着したかははっきりしない。史料によって差があるが、出発時の147名のうち帰国した者は55名に過ぎなかった。

### 栄誉
マヌエル1世はヴァスコを讃え、多くの報酬を与えた。本来は王族や貴族だけに許される「ドン」の称号を与え、インド提督へ任命された。さらに名誉職ながら終身インド艦隊総司令官に就いた。相続人に権利を引き継げる30万レアル（750クルサド）の年金が与えられ、別に3000クルサドの年金も手にした。航海の成功を記念して、サンタマリア・デ・ベレンにジェロニモス修道院が建設された。

### 成果
ヴァスコ第1回航海の第一の成果は、アフリカ南端を経てインドまで繋がる航路を発見したことにある。しかし当初の目的であったプレステ・ジョアンの国との接触は果たせず、カレクト王国との親密な関係構築にも失敗した。船を沖に留めたり乗組員を全員上陸させないなどの行動は慎重さゆえだったが、これは当時のインド洋貿易における慣習に反したもので、彼は多くの場所で疑心暗鬼を生んでしまっていた。だが、もたらしたインド洋地域の最新情報も大きな成果であり、現地での香料の価格などは後の貿易に益した。

## 第2回航海

### 背景
新航路発見を受け、1500年3月8日にポルトガルはペドロ・アルヴァレス・カブラルを司令官とする13隻の艦隊を、交易を目的にインドへ出航させた。アフリカ南下中に南西の航路をとったため、4月21日にブラジルを発見した艦隊は、9月11日にカレクト沖へ到着した。カブラルはヴァスコが連れ去った人質の返還、今度は満足を得られた贈り物の贈呈などを行い、友好条約の締結と商館設置の許可を得た。
ところが交易はうまく進まず、業を煮やしたカブラルはイスラム商人の船を拿捕し、両者の間で摩擦が起こり始めた。ついに上陸隊が群集に取り囲まれ、商館を舞台とする争いに発展し50名以上が殺された。カブラルは報復に停泊中のイスラム商人船を襲い、10隻から荷物を奪って500-600人を殺した上、他に5-6隻を撃沈させた。翌日には街に砲撃を加えるとカレクトを離れてコチン、カナノール経由でインドを去った
カブラルの帰国後、ポルトガルではインド交易をどうするか検討されたが、結局継続することになった。そのために20隻の艦隊派遣が決まったが、内5隻は商館の安全確保のためインド洋に止まり、イスラム商船の封じ込めを目的としていた。

### 出発・往路
20隻の艦隊司令官にはカブラルが任命される予定だったが、隊編成に反対して辞退したためヴァスコに役目が廻ってきた。しかし準備が進まず、1502年2月10日にインド洋駐留5隻を含む15隻でヴァスコは航海に出発し、残り5隻はいとこのエステヴァン・ダ・ガマの指揮で4月1日に出航した。
途中、座礁し放棄した船もあったが、7月4日にはモザンビークに到着した。そして12日、カブラルらポルトガル船に敵対的だったキルワに到着すると、港から市街に砲撃を加えた。最終的に国王の降伏を受諾したヴァスコは、キルワ王国をポルトガルの朝貢国とし、毎年584クルサドを納める命令を残して22日に出発した。

### インド支配
艦隊は8月22日にアンジェディヴァ諸島で結集した。そして病人を下船させるなどの処置を行い28日に出航した。その後海賊との戦闘やバテイカラ王国を服従させるなどを行いつつ、やがてインドに到達した。ここでヴァスコは15レグア（約60km）沖に艦隊を展開し海域を封鎖した。船はすべて捕え、敵対国のものは抑留した。カレクトの商人らは和平の手紙をよこしたがヴァスコは拒絶し、逆にカレクトに向かっていたマムルーク朝スルターン所有のメリという船を捕え、財宝を奪った上に火をかけて、抵抗する婦女子50人を含む300人を死に追いやった。
10月13日、ヴァスコは友好的なカナノールに入港したが、香料の取引が不調に終わるとカレクトへ向かった。10月29日に最初の接触が行われたが、ヴァスコは過去の損害賠償とカレクトからのイスラム教徒排除を求めた。理不尽な要求を呑めないと伝える使者はヴァスコの強行な姿勢を感じ、国王は海岸線に防御柵を急ぎ設置させた。翌日正午、艦隊は海岸に迫り市街に激しい砲撃を加え始め、住人はほとんどが避難した。
2日後、ヴァスコは艦隊のほとんどを残してコチンに向かい、11月14日に国王らと会見して友好関係を確認した。交易にめどが立つと今度はカナノールに渡ると同様に交易を行った。その後バラモンを仲介役にもう一度カレクトとの接触を試みたが、海を封鎖され漁業にも支障をきたす住民の不満は大きく、国王との交渉も進展を見なかった。ついには100隻近いバテル船が攻撃を加え始め、艦隊は錨を切って脱出した。コチンに戻ると積荷が終了していたため1503年2月1日に出発し、途中で襲撃して来たカレクト艦隊を撃破して15日にはカナノールに入り、3月22日に帰国の途についた。ヴァスコが交易で得た品は、胡椒、肉桂、蘇木、丁字、生姜などであった。ヴァスコは10月10日にリスボンに帰着した。

### 栄誉
ヴァスコの功績はまたも高く評価され、特にキルワを調伏させ朝貢国に組み込んだ点が認められた。年金は40万レアルが追加された。また、第1回航海成功で約束された領地は紆余曲折があり遅れていたが、1519年12月17日にはヴィディゲイラとフラデスの町が与えられ、ヴィディゲイラ伯爵の称号を受けた。
ヴァスコには既にポルトガルで最も裕福な貴族6名と匹敵する収入があった。彼は名家からカテリナ・デ・アタイデを妻に迎えた。

### 成果
第1回航海を終えた時点で、インド洋交易に乗り出したポルトガルには2つの手段があった。ひとつは当地の商習慣を尊重し交易を行うことであり、もうひとつは自己の流儀を持ち込み軍事力を背景にしながら商館を各港湾に設置する手法である。ポルトガルが選択したのは後者であり、ヴァスコの第2回航海からはインド洋に艦隊を常駐させ、商館の保護とイスラム商人の妨害活動に当たった。反抗を見せるとカレクト王国のように激しい攻撃が加えられるが、ヴァスコは当初から市街砲撃を予定していた。
このポルトガルの決定は、ヨーロッパ各国が本格的にアジアに進出する契機になったとともに、その基本的態度を方向付けた。強力な海軍を派遣して貿易を支配する構造は、ヨーロッパ諸国がアジアに植民地主義を展開する初歩の手段として用いられた。

## 第3回航海

### 背景
ヴァスコの第2回航海以降、ポルトガルはインド洋支配を強めた。それまで様々に攻撃を受けたイスラム商人らから訴えを受け、エジプトマムルーク朝のアシュラフ・カーンスーフ・ガウリーは教皇ユリウス3世へ報復を予告する抗議の書簡を送った。これに対しポルトガルは強行な手段に出た。起用したフランシスコ・デ・アルメイダに強大な「副王」の権限を与えて派遣した。彼はインド洋沿岸の各地に要塞を築き、友好的でない国には攻撃や略奪・占領で応じ、ポルトガル活動の基盤を築いた。後任提督のアフォンソ・デ・アルブケルケはゴアやマラッカを占拠した。このような要塞・商館・占拠地などは「インディア領」として組織化された。
しかしその後は提督の役職は人物に恵まれず、無駄な要塞の拡大や取り巻きの重用、また私腹を肥やすに熱心な者などが続いた。綱紀は緩み、王室の財政は逼迫した。1521年12月にマヌエル1世が崩御し、後継したジョアン3世はブラジル植民活動活性化とともにインディア領経営の巻きなおしに乗り出し、その適任者にヴァスコ・ダ・ガマを選んだ。

### 航海
ジョアン3世から信頼を越え尊敬を受けていたヴァスコには大型船10隻と小型船4隻の計14隻艦隊が与えられ、各要塞や商館の後任長官らを含む約3000名が乗り込んだ。1524年4月9日にリスボンを出発した一行は、8月14日にはモザンビークを経由し、インドでは要塞を持つチャウルに入った。ここでヴァスコは余剰人員の乗船を命じ、提督のメネゼスへ寄港したらそのままゴアに向かうよう伝言を残した。9月30日にゴアに到着すると、セイロンやスマトラ島のパサイなど余剰要塞の解体と、逆にスンダ（現ジャカルタ）での要塞建設を命じた。また評判が悪いゴア市長を解任する措置も取った。
この頃、ヴァスコは病気で体調を崩していたが、コチンを経てカナノールそしてカレクトに入った。イスラム教徒の中でヴァスコの名は畏怖の対象であり、これらの地で示威活動を行った。これらが一段落するとコチンへ戻り、ポルトガルの活動を妨害するイスラムの艦隊を撃沈した。

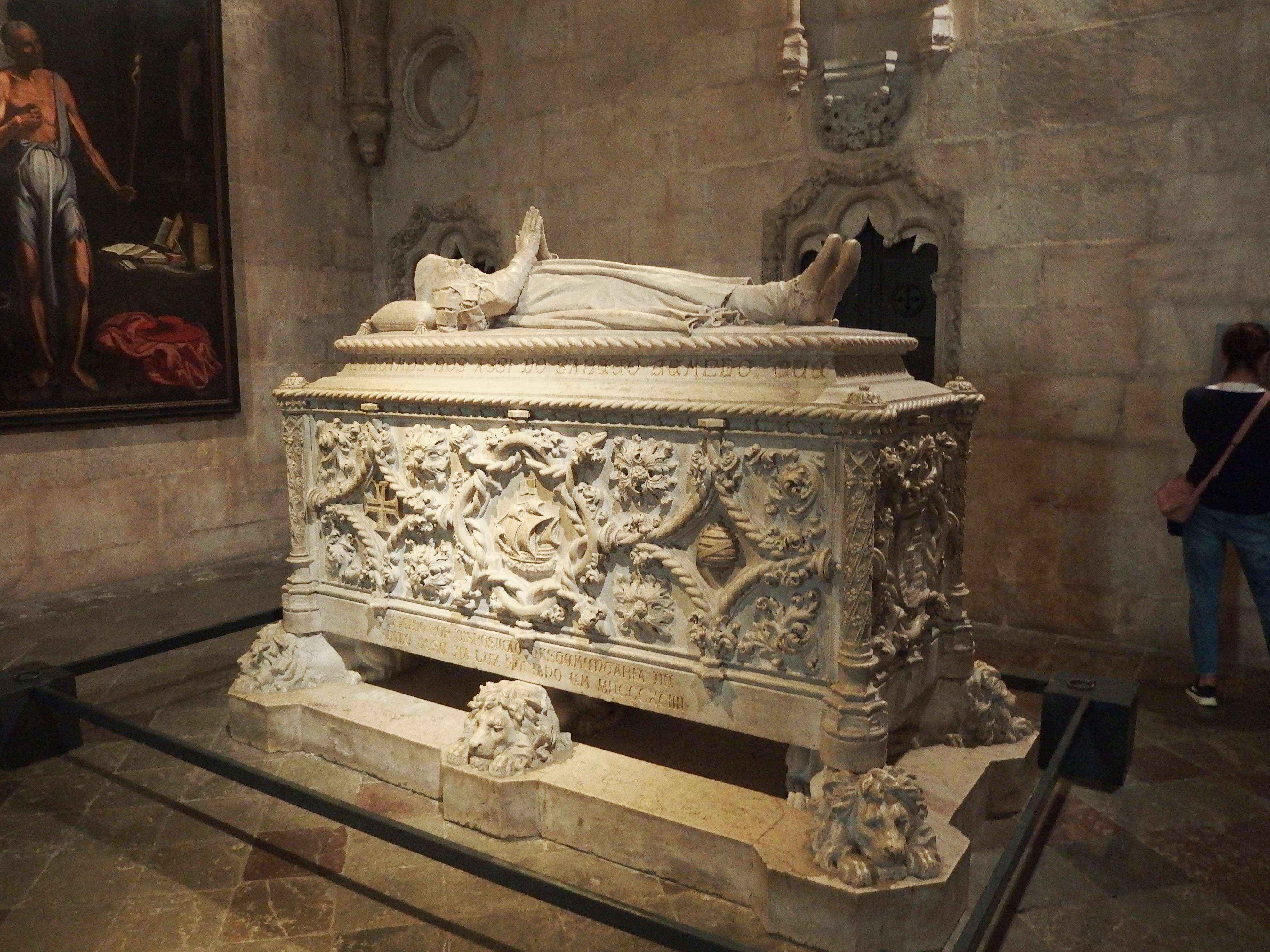
ジェロニモス修道院にあるヴァスコ・ダ・ガマの墓

### 死

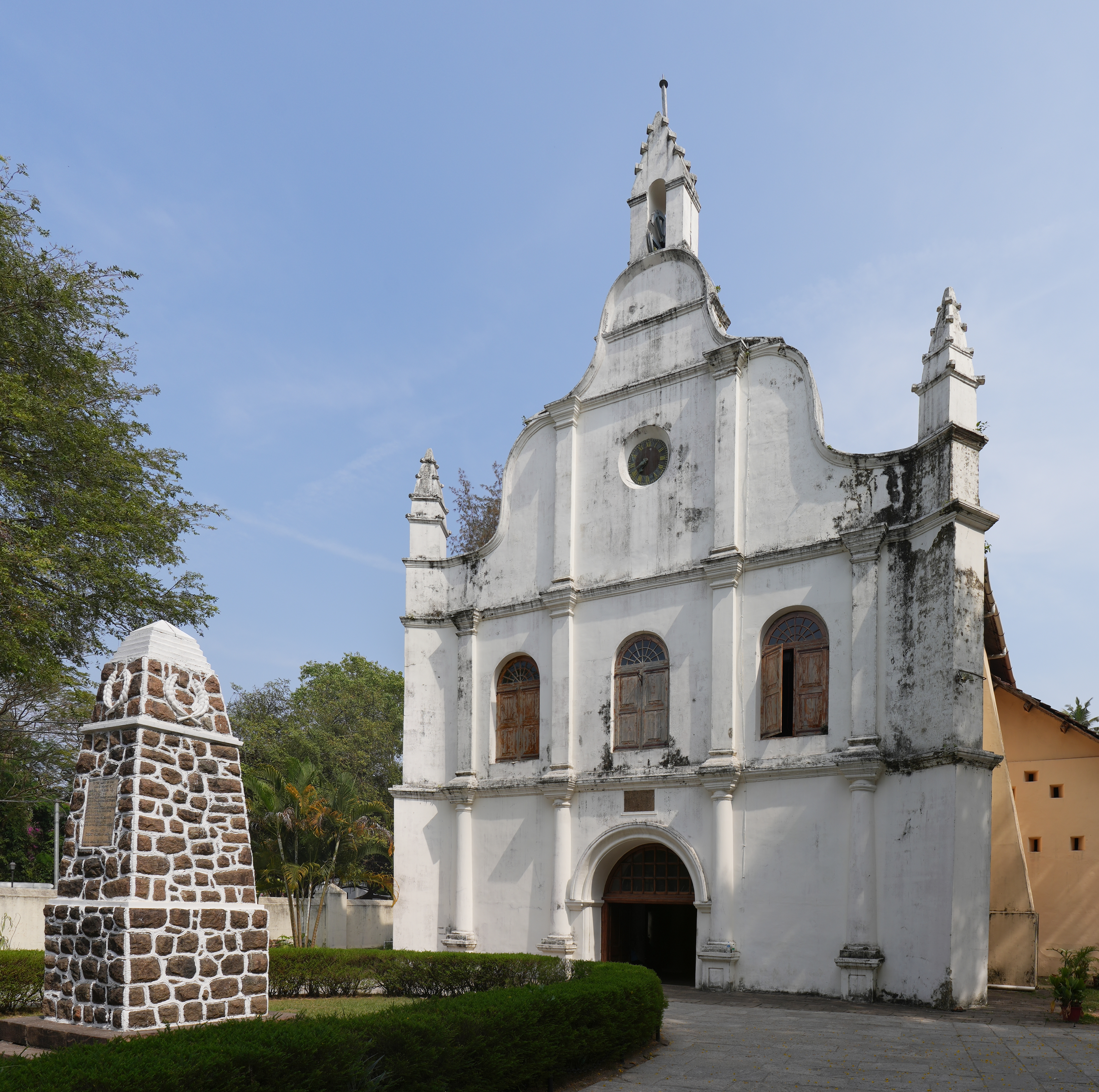
コチン（現コーチ）の聖フランシスコ修道院(en)。ヴァスコの葬儀が行われた

精力的な指示を与えながらも、ヴァスコの病状はどんどん重くなっていた。手続き上既に前任としたメネゼスが帰還しないため、12月4日付けで引継書を作成させ、また死後に開封が許される命令書も記した。1524年12月25日（24日深夜説もある）、コチンにてヴァスコ・ダ・ガマは死亡した。現地の聖フランシスコ修道院で葬儀が行われ、後に遺体はポルトガルに移されヴィディゲイラで埋葬された。現在、ヴァスコはジェロニモス修道院に葬られている。

## 子供
ヴァスコは妻カテリナ・デ・アタイデとの間に6人の息子と1人の娘を儲けた。長男フランシスコは父の第3回航海に同行し、後に称号と財産を相続した。次男のエステヴァンは1540年にインド総督に就任したが、後にヴェネツィアに移住した。三男パウロはインドに赴任したが1534年のマラッカ沖戦争で死亡した。四男クリストヴァンは1542年にエチオピアとともにイスラム勢力と戦った際、捕えられ殺された。五男のペドロ・ダ・シルヴァは後にマラッカの長官に就任、これは六男のアルヴァロ・デ・アタイデも就いた。

## 書籍・映画など
- ドン・ヴァスコ・ダ・ガマのインド航海記(野々山ミナコ訳 増田義郎注) 大航海時代叢書 岩波書店、1965
- 香辛料の国インドをめざす バスコ・ダ・ガマ,アルブケルケ　冒険者たちの世界史劇画　ミシェル・ド・フランス編 榊原晃三訳 タイムライフブックス, 1983.7.
- 『秘剣ウルミ バスコ・ダ・ガマに挑んだ男』（URUMI: THE WARRIORS WHO WANTED TO KILL VASCO DA GAMA）2011年 インド映画 サントーシュ・シヴァン監督